# Organisation spéciale (France)
Pour les articles homonymes, voir OS.
« Organisation spéciale » (OS) est une dénomination qui recouvre différentes structures clandestines au sein du Parti communiste français (PCF) au cours de la période 1940-1944. C'est la plus ancienne d'entre elles.
Elle fait d'abord partie des trois organisations armées communistes, indépendantes l'une de l'autre jusqu'en novembre 1941, avec les « Bataillons de la jeunesse » et les « groupes spéciaux » de la Main-d'œuvre immigrée (MOI).
L'OS est présente dans le bassin minier du Nord-Pas-de-Calais, via des militants polonais, pour la plupart ouvriers, furent les inspirateurs de cette résistance parmi les personnels miniers, auteurs de l'attaque des véhicules allemands de Vimy en septembre 1940, prélude à la grève patriotique des cent mille mineurs du Nord-Pas-de-Calais en mai-juin 1941.
Par la suite, chacune des trois est intégrée aux Francs-tireurs et partisans (FTPF), mouvement de résistance intérieure française créé à la fin de 1941 et officiellement fondé en 1942 par la direction du Parti communiste français, chapeautés par un comité militaire dirigé par Charles Tillon et placés sous la direction du "Front national" fondé par le PCF par un appel publié le 15 mai 1941 dans son quotidien L'Humanité en vue d'un vaste rassemblement patriotique ouvert aux non-communistes pour rallier les différentes composantes de la société française. Les FTP comportent alors une section FTP-MOI.

## Contexte
En 1938, la Tchécoslovaquie est envahie par le Troisième Reich. La Pologne et la Roumanie refusent la proposition de Staline d'y envoyer des troupes. Le 30 septembre 1938, elle est démembrée par les accords de Munich, signés par Édouard Daladier, pour la France, et Arthur Neville Chamberlain pour l'Angleterre. Onze mois après, ils déclarent au contraire la guerre le 3 septembre 1939 à l'Allemagne qui a envahi aussi la Pologne. La proposition de Staline d'envoyer des troupes aider la Tchécoslovaquie se heurte au refus de la Pologne du colonel Beck et de la Roumanie du roi Carol II.
Entre-temps, un « pacte germano-soviétique de non-agression » a été signé le 23 août 1939 à Moscou entre Hitler et l'Union soviétique: Il prévoit, entre autres, la neutralité de l'un au cas où l'autre est attaqué.
Le gouvernement Daladier interdit la presse communiste dès le 26 août puis dissout le Parti communiste le 26 septembre 1939 contre l'avis de Léon Blum, ce qui en fait un parti clandestin, divisé et désorienté pendant la drôle de guerre, une partie de la direction nationale se réfugiant à Bruxelles

## Première période juin 1940 - juin 1941

### Débuts

#### Faits
Les ouvrages consacrés à la Résistance par Roger Pannequin, Albert Ouzoulias, Auguste Lecoeur et Charles Tillon, témoins oculaires et chacun en charge d'un réseau de résistance important, citent de nombreux exemples de résistance dirigée contre l'appareil militaire allemand dès 1940. C'est aussi le cas de nombreux ouvrages d'universitaires consacrés à la Résistance communiste écrits postérieurement, notamment celui de Pierre Maury, publié aux éditions Le Temps des cerises.
L'historien Alain Guérin a relaté les sabotages anti-allemands de lignes téléphoniques et voies ferrées dès 1940. En octobre 1940, la direction du PCF déploie les « groupes spéciaux » appelés aussi « groupes OS » avec des éléments aguerris chargés d'actions militaires : récupération d'armes, d'explosifs, sabotage des installations militaires allemandes, intimidation des traîtres, protection des militants qui prennent la parole sur les marchés, ou diffusent tracts, affiches, papillons, participent à des manifestations patriotiques.

#### Analyse
Selon l'historien Franck Liaigre, la « majorité des historiens non communistes adhèrent à la thèse dite de la double ligne »: si de nombreux militants provinciaux sont entrés en résistance dès 1940 malgré les consignes attentistes du « Centre » parisien, « certains, souvent passés par la guerre d’Espagne, commettant d’emblée des attentats », dans une région où les combats menés par l'armée allemande en mai 1940 ont laissé des armes et des munitions, tandis que les compagnies minières ont des stocks de dynamite. L'OSC est ainsi au départ un groupe spécifique à cette région. Comme les dirigeants du PCF, ceux de la France libre avaient aussi « pris position contre la lutte armée en France », craignant qu'elle serve de « prétexte à des exécutions d'otages », leur consigne étant de ne « pas se battre avant l'ouverture d'un second front ». « Dans sa quasi-totalité, la première vague de combattants polonais de la Résistance tombe dans la lutte ». Ils sont recherchés les premiers par la police, qui les a souvent fichés avant la guerre. La plus grande partie de la famille Olejniczak est par exemple victime d'une vague d’arrestations, touchant aussi le frère de Paul Hencke. Ce dernier, élève-instituteur à Lourches, recruté début 1941 par Félicien Joly, pour le groupe OSC de Lourches-Escaudain, mourut le 11 octobre 1941 avec Bena Olejniczak lors du sabotage de quatre cuves de benzol à l’usine Disticoke de Lourches,.

### Département du Nord
Martha Desrumeaux est chargée de ramener du matériel de propagande de Bruxelles, où la direction nationale du PCF s'est réfugiée, vers Lille et le bassin minier du Nord-Pas-de-Calais. Revenue à Lille, elle négocie la reparution légale du journal régional L'Enchaîné du Nord. Les numéros publiés au tout début de l’occupation allemande sont sans dimension anti-allemande accentuée. Fin mai 1940, elle réunit à Dechy, dans le Douaisis, une dizaine de mineurs, pour rédiger un cahier de revendications imprimé par un petit imprimeur, démarche jugée trop peu clandestine par les communistes du département voisin du Pas-de-Calais, où la famille Camphin s'étonne qu'on lui demande de faire reparaitre publiquement leur journal clandestin, L'Enchainé du Pas-de-Calais, où les articles de René Camphin (« Défendons la terre française ! ») avaient pris « une forte coloration patriotique et jacobine » malgré le pacte germano-soviétique. Leur leader Auguste Lecoeur rencontre Martha Desrumaux dans la clandestinité à Lille dans un climat de défiance.
En juin 1940, cette dernière opère un virage : aidée de Jules Domisse et de Germinal Martel, futurs fusillés, elle fonde les premiers groupes clandestins de lutte armée, dits OS (organisation spéciale). Elle convoque 11 communistes à Lille le 6 juin pour une réunion qui décide ce créer « l'organisation spéciale de combat — secteur Nord - disposant de 28 bases d'action dans le Valenciennois et de 88 hommes. À partir du milieu de l'année 1940, les premiers « groupes francs » de 3 se mettent en place : ceux d'Edmond Devos à Valenciennes, relâché après trois mois de détention en décembre 1939, d'Eusebio Ferrari à Fenain, et de René Joly à Escaudain, qui tous trois se livreront à des vols d'explosifs. En septembre 1940, le département du Nord comptait ainsi déjà 3 groupes de combattants, à Denain, Valenciennes, et Douai. La plupart sont très jeunes: à la Libération, la moitié des groupes OS du Nord étaient toujours composés de moins de 25 ans
À la mi-juillet 1940, avec l'aide de jeunes communistes, Martha Desrumaux saccage l’office de la propagande nazie et devient dans la foulée l'une des principales organisatrices de la Résistance puis, en septembre 1940, la lutte contre l'occupant allemand devient plus manifeste dans les colonnes de son journal. Elle sera arrêtée dès le 27 août 1941, à l’issue d’une opération conjointe de la police française et de la Feldgendarmerie.

### Département du Pas-de-Calais
Le mineur Charles Debarge, correspondant du journal communiste L'Enchainé du Pas-de-Calais à Courrières, collecte des armes abandonnées dès la débâcle du printemps 1940 et devient un pilier de la guérilla, menée par l'OS, avec de jeunes mineurs français et polonais.
La collecte, depuis 1940, des armes confiées aux groupes de protection armés du PCF, a permis aux meneurs de la grève de la diffuser et l'étendre très rapidement à tout le Pas-de-Calais, via l'envoi de 35 agents de liaison le 28 mai, lorsque pour la première fois ces groupes de protection armés du PCF sont autorisés à agir lors d'une réunion à laquelle participent à Lens Julien Hapiot, Nestor Calonne, Auguste Lecoeur et Maurice Deloison , qui devra après la grève se cacher dans les Ardennes.
« Recherché et pourchassé comme terroriste » depuis juin 1940, il a pris dès juin 1940 de constituer des dépôts d’armes en prévision des futurs combats. C'est aussi le cas de Julien Hapiot, revenu des Brigades internationales et chargé de superviser l'Organisation spéciale dans le département à l'été 1940, qui stocke dans des tranchées les munitions qui serviront à l'Attaque des véhicules allemands de Vimy en septembre 1940. Auguste Lecoeur, revenu aussi d'Espagne, récupère son ex-collègue André Lestienne, qui avait fondé le syndicat CGTU de la tréfilerie Gaillard-Stievenart à Lens, mais romptu avec le PCF en août 1939 en raison du Pacte germano-soviétique et lui demande de former le premier groupe OS du Pas-de-Calais en juillet 1940 pour assurer la sécurité des communistes clandestins. Ces groupes seront aussi appelés « TP » (travail particulier).
Au début, connaissant le risque de ces arrestations, l'OS agit de manière extrêmement cloisonnée, par souci essentiel de sécurité, et limite les recrutements: les candidats ne sont pas intégrés et laissés en réserve, par prudence. En juin 1941, elle ne comptait que 4 militants dans le Nord et 7 à 8 dans le Pas-de-Calais, selon Sébastien Albertelli mais selon d'autres sources, elle compte une trentaine de militants dès la fin 1940. Le 30 juin 1940. André Lefebvre tente de miner un pont puis en octobre 1940 collecte armes et munitions avec Charles Debarge, Marcel Delfly, Léon Brun et Alfred Delattre, diffuseur des journaux clandestins La vérité et La Vie ouvrière, réunissant sept fusils, des milliers de cartouches, des grenades et des revolvers
Alfred Delattre et André Lefèbvre, repérés à Lille en train de bloquer des pylônes électriques seront fusillés à la citadelle d'Arras dès le 8 septembre 1941,, Delfy et Debarge tués un peu plus tard et Léon Brun mourut d’épuisement le 26 mars 1945.
L'OS travaille en lien avec les « groupes polonais du PCF ». Plusieurs d'entre eux ont opéré l'attaque des véhicules allemands de Vimy en septembre 1940, les incendiant sur la crête de Vimy, au Mémorial canadien de Vimy,. Selon l'ancien résistant Auguste Lecœur, ils étaient commandés par un mineur de la fosse 4 de Lens, du nom de Zimzag, dit Maguette. Charles Tillon, dans ses mémoires, a attribué la paternité de l'attaque à Julien Hapiot car il était responsable-adjoint du PCF dans le département. Les Polonais ont en fait utilisé le matériel qu'il avait dissimulé dans les tranchées, selon les mémoires de Roger Pannequin.
Szczepan Marcinkowsko "Remy", Wladyslaw Nikiel, Czarnecki, et Jôzef Krawetkowski avaient formé dès juillet 1940 le premier groupe dans l'est du département du Nord, d'autres suivant à Douai, Denain et dans le Pas-de-Calais. C'est ainsi que s'est constitué en juin 1940, juste avant la défaite française, à Lens, dans le Pas-de-Calais, le trio de tête des communistes polonais résistants du bassin minier du Nord-Pas-de-Calais, avec Jan Rutkowski, dit « Szymon », Rudolf Larysz et Stefan Franciszczak. Dans le Pas-de-Calais aussi, à l'automne 1940 est publié le premier numéro du journal clandestin en polonais, Nasz Głos (Notre voix), par des Groupes polonais du PCF, sous la rédaction du communiste Józef Spira,, qui sera transféré en Pologne fin 1941-début 1942. Les rapports de la police allemande, attentive à tout ce qui se passait dans la région stratégique du bassin minier du Nord-Pas-de-Calais, firent immédiatement état de la diffusion de Nasz Głos parmi les Polonais locaux.
Parmi les combattants Polonais du "groupe Popov", Zenon Plentko, Withold Superniak et les frères Burczykowski, respectivement 21 et 23 ans furent arrêtés et mis à mort.
L'OS se renforce du fait de la répression qui a frappé à la mi-juin 1941 la grève des mineurs du Nord-Pas-de-Calais (1941) et fait entrer dans la clandestinité les victimes. Les actes de sabotages dans la région se multiplient, selon les statistiques de l'Abewher allemande: ils passent de 5 en mai 1941 et 6 en juin à 27 en juillet 1941, frappant des trains, mines et pylones à haute-tension. Entre-temps, le 22 juin 1941, la guerre a commencé entre l'Union soviétique et l'Allemagne. L'Allemagne ne cherche plus alors à dissimuler à que le pacte germano-soviétique ne protégeit pas les soldats allemands des résistants communistes. L'Attaque de la poudrière de Beaumont-en-Artois, en septembre 1941, qui permet à l'OS de se procurer une demi-tonne de dynamite, enclenche un double mouvement d'aggravation de la répression et de multiplication des attentats d'ampleur.

### Autres départements
Dès novembre 1941, l'OS comptera aussi 54 hommes en région parisienne.
Au plan local, les groupes (ou détachements) de l'OS seront homologués après-guerre au titre des Formations des régions militaires au cas par cas. Ces homologations reflètent l’implantation du Parti communiste, et surtout la diffusion progressive à d'autres régions de ce qui avait d'abord été créé spécifiquement pour le bassin minier du Nord-Pas-de-Calais, riche en production d'acier et de charbon, mais aussi proche de l'Angleterre.
Par exemple, le groupe de l’Organisation spéciale de Seine-Maritime est rattaché à l’État-Major FTPF pour la période du 1er mai 1941 au 30 septembre 1941), quatre semaines avant que débute la grande grève patriotique des cent mille mineurs du Nord-Pas-de-Calais de mai-juin 1941.

### Reconnaissance officielle
Après la Libération, l'Organisation spéciale a été reconnue officiellement comme fonctionnant à partir d'octobre 1940, en tant qu'unité combattante par le ministère de la Guerre, dont l’activité est attestée d’octobre 1940 à mai 1941.

## Attitude allemande face à l'émergence de l'OSC
L'attitude allemande face à l'émergence de l'OSC reflète la crainte de la reconnaitre, dans une région stratégique pour la guerre car proche de l'Angleterre et riche en production de charbon, de textile et d'acier.
Le général Niehoff, à peine installé commandant supérieur pour le Nord et le Pas-de-Calais, fait apposer sur les murs le 11 juin 1940 un avis mettant en garde contre toute grève ou abandon de poste. Le 15 juillet 1940 , un autre avis menace de représailles « tout acte de violence contre les soldats allemands ». Son rapport au commandement supérieur de la Wehrmacht note que « dans le Pas-de-Calais , toute la population a une attitude hostile envers l'armée allemande » et que « plusieurs sabotages de lignes téléphoniques » ont été constatés. Le mois suivant, la Feldgendarmerie fut informée le 16 août 1940 que Blanche Paugam avait été vue coupant un fil téléphonique à Boulogne-sur-Mer, et elle fut condamnée à mort, le 17 septembre.
Les affiches allemandes ne parlent jamais, jusqu'en 1943 de terrorisme mais «d'éléments malveillants et irréfléchis » le 17 juin 1940 et de «saboteurs irraisonnés » le 15 juillet 1940 puis, d'«actes de nature à nuire à la sécurité de l'armée allemande » le 13 mars 1941.
Notant l'absence de toute trace d'une « organisation armée de résistance », « d'une unité combattante » dans les communiqués allemands ou la propagande nationale du PCF, l'historien Jean-Yves Boursier en a conclu que l'OSC n'existait pas avant l'attaque de l'URSS par l'Allemagne, théorie peu étayée, brièvement évoquée dans le Dictionnaire historique de la Résistance par les historiens Roger Bourderon et Serge Wolikow.

## Deuxième période: juin 1941 - début 1944
Le 15 mai 1941, le PCF prend l'initiative d'appeler à un vaste rassemblement de tous les Français « sauf les capitulards et les traîtres ». Ainsi naît le Front national de lutte pour la libération et l'indépendance de la France, dix jours avant que débute la grande grève patriotique des cent mille mineurs du Nord-Pas-de-Calais de mai-juin 1941, qui prive les Allemands de 93 000 tonnes de charbon pendant près de deux semaines, et nécessite une protection physique des mineurs qui diffusent la grève d'un puits à l'autre.
Cette grève déclenche plus de 400 arrestations, des exécutions et la déportation de 270 personnes. Après la grève, d'autres mineurs entrent dans la clandestinité relançant début juillet 1941, le groupe de l'OS pour le Nord animé par Eusebio Ferrari, Félicien Joly, et Jules Bridoux.
Fin juin 1941, deux semaines après la fin de la grève intervient un second événement important: la rupture du Pacte germano-soviétique par l'opération surprise menant à l'invasion de l'URSS par les troupes hitlériennes.
Un certain nombre de responsables recrutent des militants pour effectuer un travail anti-allemand. Beaucoup de ces nouvelles recrues sont de jeunes militants qui vont perpétrer les premiers attentats communistes contre les troupes allemandes, comme celui de Pierre Georges (« Colonel Fabien ») et Gilbert Brustlein au métro Barbès, aidés par la chimiste et artificière France Bloch-Sérazin.
Jusqu'au début 1942, la police française enregistrera certains des militants communistes interpellés comme faisant partie de l'OS.
En mai 1942, le résistant Louis Cortot participe, avec son groupe (l'OS), au grenadage d’un convoi de Jeunesses hitlériennes à Trappes.

## FTPF et groupe Valmy
À partir du début de 1942, les communistes engagés dans la lutte armée contre l'occupant sont regroupés dans les Francs-tireurs et partisans (FTP ou FTPF) dont la responsabilité est confiée à Charles Tillon.
Les groupes de choc auquel on confie les missions autrefois attribuées à l'OS s'appellent souvent les « groupes Valmy ».

## Statut administratif après la Libération
Le bulletin officiel du ministère de la guerre reconnait l'OS comme unité combattante à dater d'octobre 1940, reconnaissance qui a souvent été citée par les historiens du PCF, tel Alain Guérin dans son ouvrage La Résistance, comme preuve de l'engagement résistant du PCF avant juin 1941. De leur côté, Jean-Marc Berlière et Franck Liaigre affirment qu'on n'a jamais retrouvé la trace d'un acte anti-allemand effectué par des groupes de l'OS avant août 1941.

#### Organisations
- Francs-tireurs et partisans - Main-d'œuvre immigrée
- Bataillons de la jeunesse
- Francs-tireurs et partisans
- Brigades Spéciales
- Union de la jeunesse juive

#### Personnes
- Simon Cukier
- Affiche rouge
- Liste de résistants

#### Événements
- Histoire du Parti communiste français
- Procès de la Maison de la Chimie (période août-décembre 1941)